# 古谷清藏
古谷 清藏（ふるや せいぞう、1968年7月 - ）は、日本の工学者である。
工学博士。
現在、埼玉工業大学工学部情報システム学科准教授。専門分野は電気工学・電子工学。徳島県出身。

## 来歴・人物
1991年3月 - 愛媛大学工学部電気工学科卒業。
1993年3月 - 東京工業大学大学院理工学研究科電気・電子工学専攻修士課程修了。
1997年3月 - 東京工業大学大学院理工学研究科電気・電子工学専攻博士課程修了。
1998年4月 - 2007年9月 - 長岡技術科学大学工学部電気系エネルギーシステム工学科助手。
2007年10月 - 群馬大学教育学部技術教育講座准教授。

## 専門分野
電気・電子工学
（パルスパワー技術とパルス放電プラズマに関する研究）
- パルスパワー
- パルス放電
- MHD加速

## 論文
- 『パルスパワー電源のための高速高電圧スイッチングに関する研究』（東京工業大学、2004年）
- 『電界歪形スイッチの動特性』（電気学会 基礎・材料・共通部門大会、2003年）

## 所属学会
- 日本電気工学学会
- 日本電子工学学会
- 日本エネルギー学会